# 북위 14도
북위 14도는 적도에서 북쪽으로 14도 떨어진 위선이다. 또한 북위 14도는 아프리카, 아시아, 태평양, 북아메리카, 대서양을 지난다.

## 지나가는 지역
본초 자오선에서 동쪽으로 북위 14도는 다음 지역을 지나간다.
| 좌표                                                    | 나라, 지역, 해역 | 주석                                                                 |
| ------------------------------------------------------- | ---------------- | -------------------------------------------------------------------- |
| 북위 14° 0′ 동경 0° 0′  / 북위 14.000° 동경 0.000°      | 부르키나파소     |                                                                      |
| 북위 14° 0′ 동경 0° 25′  / 북위 14.000° 동경 0.417°     | 니제르           | 차드호의 차드 국경                                                   |
| 북위 14° 0′ 동경 13° 34′  / 북위 14.000° 동경 13.567°   | 차드             |                                                                      |
| 북위 14° 0′ 동경 22° 19′  / 북위 14.000° 동경 22.317°   | 수단             |                                                                      |
| 북위 14° 0′ 동경 36° 28′  / 북위 14.000° 동경 36.467°   | 에티오피아       |                                                                      |
| 북위 14° 0′ 동경 40° 57′  / 북위 14.000° 동경 40.950°   | 에리트레아       |                                                                      |
| 북위 14° 0′ 동경 41° 39′  / 북위 14.000° 동경 41.650°   | 홍해             |                                                                      |
| 북위 14° 0′ 동경 42° 41′  / 북위 14.000° 동경 42.683°   | 예멘             | 주카르섬                                                             |
| 북위 14° 0′ 동경 42° 47′  / 북위 14.000° 동경 42.783°   | 홍해             |                                                                      |
| 북위 14° 0′ 동경 43° 9′  / 북위 14.000° 동경 43.150°    | 예멘             |                                                                      |
| 북위 14° 0′ 동경 47° 54′  / 북위 14.000° 동경 47.900°   | 인도양           | 아라비아해                                                           |
| 북위 14° 0′ 동경 48° 10′  / 북위 14.000° 동경 48.167°   | 예멘             |                                                                      |
| 북위 14° 0′ 동경 48° 28′  / 북위 14.000° 동경 48.467°   | 인도양           | 아라비아해                                                           |
| 북위 14° 0′ 동경 74° 30′  / 북위 14.000° 동경 74.500°   | 인도             | 카르나타카주 안드라프라데시주 카르나타카주 - 약 3km 안드라프라데시주 |
| 북위 14° 0′ 동경 80° 9′  / 북위 14.000° 동경 80.150°    | 인도양           | 벵골만                                                               |
| 북위 14° 0′ 동경 93° 13′  / 북위 14.000° 동경 93.217°   | 미얀마           | 리틀코코섬                                                           |
| 북위 14° 0′ 동경 93° 14′  / 북위 14.000° 동경 93.233°   | 인도양           | 안다만해 - 미얀마 그레이트코코섬 바로 남쪽을 지나감                  |
| 북위 14° 0′ 동경 98° 3′  / 북위 14.000° 동경 98.050°    | 미얀마           |                                                                      |
| 북위 14° 0′ 동경 99° 0′  / 북위 14.000° 동경 99.000°    | 태국             |                                                                      |
| 북위 14° 0′ 동경 102° 52′  / 북위 14.000° 동경 102.867° | 캄보디아         |                                                                      |
| 북위 14° 0′ 동경 105° 50′  / 북위 14.000° 동경 105.833° | 라오스           |                                                                      |
| 북위 14° 0′ 동경 106° 8′  / 북위 14.000° 동경 106.133°  | 캄보디아         |                                                                      |
| 북위 14° 0′ 동경 107° 23′  / 북위 14.000° 동경 107.383° | 베트남           |                                                                      |
| 북위 14° 0′ 동경 109° 15′  / 북위 14.000° 동경 109.250° | 남중국해         | 필리핀 루방섬 바로 북쪽을 지나감                                     |
| 북위 14° 0′ 동경 120° 37′  / 북위 14.000° 동경 120.617° | 필리핀           | 루손섬 - 탈호와 호수에 있는 탈 화산을 지나감                         |
| 북위 14° 0′ 동경 121° 56′  / 북위 14.000° 동경 121.933° | 라몬만           | 필리핀 알라밧섬 최남단을 지나감                                      |
| 북위 14° 0′ 동경 122° 19′  / 북위 14.000° 동경 122.317° | 필리핀           | 루손섬                                                               |
| 북위 14° 0′ 동경 123° 3′  / 북위 14.000° 동경 123.050°  | 산미구엘만       |                                                                      |
| 북위 14° 0′ 동경 123° 13′  / 북위 14.000° 동경 123.217° | 필리핀           | 루손섬                                                               |
| 북위 14° 0′ 동경 123° 24′  / 북위 14.000° 동경 123.400° | 태평양           | 필리핀해                                                             |
| 북위 14° 0′ 동경 124° 7′  / 북위 14.000° 동경 124.117°  | 필리핀           | 카탄두아네스섬                                                       |
| 북위 14° 0′ 동경 124° 17′  / 북위 14.000° 동경 124.283° | 태평양           | 필리핀해 북마리아나 제도 로타섬 바로 남쪽을 지나감 이름 없는 해협    |
| 북위 14° 0′ 서경 91° 26′  / 북위 14.000° 서경 91.433°   | 과테말라         |                                                                      |
| 북위 14° 0′ 서경 89° 56′  / 북위 14.000° 서경 89.933°   | 엘살바도르       |                                                                      |
| 북위 14° 0′ 서경 88° 35′  / 북위 14.000° 서경 88.583°   | 온두라스         | 테구시갈파 바로 남쪽을 지나감                                        |
| 북위 14° 0′ 서경 86° 8′  / 북위 14.000° 서경 86.133°    | 니카라과         |                                                                      |
| 북위 14° 0′ 서경 86° 1′  / 북위 14.000° 서경 86.017°    | 온두라스         |                                                                      |
| 북위 14° 0′ 서경 85° 40′  / 북위 14.000° 서경 85.667°   | 니카라과         |                                                                      |
| 북위 14° 0′ 서경 83° 25′  / 북위 14.000° 서경 83.417°   | 카리브해         |                                                                      |
| 북위 14° 0′ 서경 61° 1′  / 북위 14.000° 서경 61.017°    | 세인트루시아     | 캐스트리스 바로 남쪽을 지나감                                        |
| 북위 14° 0′ 서경 60° 53′  / 북위 14.000° 서경 60.883°   | 대서양           |                                                                      |
| 북위 14° 0′ 서경 16° 47′  / 북위 14.000° 서경 16.783°   | 세네갈           |                                                                      |
| 북위 14° 0′ 서경 12° 1′  / 북위 14.000° 서경 12.017°    | 말리             |                                                                      |
| 북위 14° 0′ 서경 2° 51′  / 북위 14.000° 서경 2.850°     | 부르키나파소     |                                                                      |

## 같이 보기
- 북위 13도
- 북위 15도